# GNU Privacy Guard
GPG lub GnuPG (ang. GNU Privacy Guard) – wolny zamiennik oprogramowania kryptograficznego PGP. Udostępniony na licencji GPL, pierwotnie rozwijany przez Wernera Kocha. Projekt jest wspierany przez rząd niemiecki. GPG spełnia standard OpenPGP. Obecne wersje PGP (oraz Filecrypt firmy Veridis) mogą współpracować z systemami spełniającymi założenia standardu OpenPGP (takimi jak GPG). Jak jednak często się zdarza w takich sytuacjach, nie wszystkie funkcje nowszego oprogramowania są wspierane przez starsze. Użytkownicy muszą rozumieć te niezgodności i potrafić je obejść.
GPG jest stabilnym oprogramowaniem nadającym się do codziennych zastosowań. Często jest zawarte w wolnych systemach operacyjnych, jak FreeBSD, OpenBSD czy NetBSD, oraz w prawie wszystkich dystrybucjach systemu GNU/Linux.

## Działanie
GPG szyfruje wiadomości, używając asymetrycznych par kluczy generowanych dla poszczególnych użytkowników. Klucze publiczne mogą być wymieniane na różne sposoby, na przykład przez serwery kluczy w Internecie. Należy je wymieniać uważnie, aby uniknąć podszycia się na skutek utraty jednoznacznej zależności między kluczem a jego właścicielem. Do wiadomości można dołączyć podpis kryptograficzny w celu umożliwienia weryfikacji jej integralności oraz tożsamości nadawcy.
GPG jest programem do szyfrowania hybrydowego, gdyż używa kombinacji tradycyjnych szyfrów symetrycznych (szybszych) i kryptografii klucza publicznego (łatwa i bezpieczna wymiana kluczy – na przykład przez użycie klucza publicznego odbiorcy do zaszyfrowania klucza sesji używanego tylko raz). Ten tryb pracy jest częścią OpenPGP i był zawarty w PGP od jego pierwszej wersji.
Ponieważ GPG można dowolnie rozprowadzać, nie może ono używać opatentowanych lub w inny sposób ograniczonych algorytmów lub oprogramowania. Z tego powodu obecny w PGP niemal od początku algorytm IDEA włączono do oficjalnego wydania GPG dopiero po wygaśnięciu ostatnich patentów, co nastąpiło w 2013 roku. Wcześniej wykorzystywanie tego algorytmu także było możliwe, ale wymagało doinstalowania odrębnej wtyczki.

## Zastosowania praktyczne
Mimo że podstawowy program GPG działa z linii poleceń, istnieją rozmaite nakładki, udostępniające interfejs graficzny. Na przykład GnuPG zostało zintegrowane z KMail i Evolution – klientami poczty środowisk KDE i GNOME. Wtyczka enigmail pozwala na zastosowanie GPG w Mozilla Thunderbird (w wersji 78 wtyczka enigmail została zastąpiona natywnym narzędziem OpenPGP Key Manager). Dla Claws Mail stworzono wtyczkę PGP/Mime. Ponieważ mechanizm wtyczek nie jest częścią GPG, ani nie jest specyfikowany w OpenPGP, a twórcy GPG i OpenPGP nie brali udziału w jego tworzeniu, to istnieje możliwość, że użycie enigmail może powodować utratę poziomu bezpieczeństwa zapewnianego przez GPG. Podobne zastrzeżenia dotyczą PGP.
GPG może być również skompilowane na platformach takich jak Mac OS X i Microsoft Windows. Dla systemów Windows istnieje wolna wersja Gpg4win, zaś dla Mac OS X – MacGPG używająca interfejsu OS X i macierzystych klas. Kompilacja oryginalnego GPG na inne systemy nie jest trywialna, ale niektóre kompilatory radzą sobie z tym zadaniem.

## Obsługiwane algorytmy
(według strony domowej i pomocy programu)
- funkcje skrótu: MD5, RIPEMD-160, SHA-1, SHA-224, SHA-256, SHA-384, SHA-512
- asymetryczne: DSA, Elliptic Curve Digital Signature Algorithm(inne języki), ElGamal, RSA, RSA-E, RSA-S
- symetryczne: AES, AES-192, AES-256, Blowfish, Camellia-128(inne języki), Camellia-192, Camellia-256, CAST5(inne języki), 3DES, IDEA, Twofish
- kompresji: BZIP2, ZIP, ZLIB.